# Atsadayut Pholbua
Atsadayut Pholbua (thailändisch อัษฎายุธ พลบัว, * 31. März 1998) ist ein thailändischer Fußballspieler.

## Karriere
Atsadayut Pholbua stand bis Dezember 2021 beim Bangkok FC in der Hauptstadt Bangkok unter Vertrag. Mit dem Verein spielte er in der dritten Liga. Hier trat er mit Bangkok in der Bangkok Metropolitan Region an. Im Januar 2022 wechselte er nach Sakaeo zum Drittligisten Sakaeo FC. Mit Sakaeo spielte er in der Eastern Region. Zu Beginn der Saison 2022/23 unterschrieb er im Juli 2022 einen Vertrag beim Zweitligisten Chainat Hornbill FC. Sein Zweitligadebüt für den Verein aus Chainat gab Atsadayut Pholbua am 27. August 2022 (3. Spieltag) im Heimspiel gegen den Phrae United FC. Hier wurde er in der 56. Minute für Attapong Kittichamratsak eingewechselt. Phrae gewann das Spiel 2:1. Im Dezember 2022 wurde sein Vertrag nicht verlängert. Mitte Januar 2023 unterschrieb der Mittelfeldspieler einen Vertrag beim Drittligisten Sakon Nakhon FC. Mit dem Verein aus Sakon Nakhon spielte er neunmal in der North/Eastern Region der Liga. Am Ende der Saison musste er mit dem Klub aus der dritten Liga absteigen.